# Wiley Scribner
Wiley Smith Scribner (Jacksonville, 6 de septiembre de 1840-Chicago, 28 de septiembre de 1889) fue un político estadounidense, que se desempeñó como Gobernador Interino del Territorio de Montana, entre 1869 y 1870.
Nacido en Jacksonville, Illinois, Scribner creció en el Condado de Grant, en Wisconsin, donde se convirtió en administrador de correos y trabajaba como comerciante. Posteriormente estudió derecho y fue admitido en el colegio de abogados. Scribner, miembro del Partido Republicano, sirvió en el 16º Regimiento de Infantería Voluntaria de Wisconsin durante la Guerra Civil de Estados Unidos. En 1886 fue elegido como diputado a la Asamblea del Estado de Wisconsin. Más tarde se trasladó al Territorio de Montana, donde se convirtió en editor del Helena Herald, y, finalmente en Secretario Territorial. Entre 1869 y 1870 fue gobernador interino del territorio. Se casó con Mary L. Reynolds en 1870. En 1872 regresó a Wisconsin y en 1873 se mudó a Illinois, donde ejerció la abogacía y se convirtió en secretario de la corte testamentaria  En 1884, Scribner fue elegido registrador de escrituras del Condado de Cook, sirviendo en ese cargo hasta su muerte.
Scribner murió en Chicago el 29 de septiembre de 1889. Fue enterrado en el cementerio de Forest Hill, en Madison, Wisconsin.